# E. Dot
Émile François Dot, plus connu sous le nom de E. Dot, est né le 23 octobre 1874 à Agen, et, est décédé le 18 octobre 1965 à Soustons (Landes). Il est un illustrateur et artiste peintre français.

## Biographie
Ne signant jamais de son prénom complet, E. Dot est présent dans la presse de 1910 à 1930 environ. Il travaille pour les éditions du Petit Écho de la Mode, pour Mame, Ma Récréation et Lisette principalement. On lui doit plusieurs couvertures de la Collection Printemps (Ed. Le Petit Echo de la Mode). 
Après la guerre,il se retire à Soustons et se consacre à la peinture. Ses tableaux sont alors signés E. F. Dot.